# گورستان خون
گورستان خون مربوط به هزاره اول قبل از میلاد تا سده‌های میانه دوران‌های تاریخی پس از اسلام است و در شهرستان ماسال، بخش مرکزی، دهستان ماسال، روستای خون واقع شده و این اثر در تاریخ ۹ بهمن ۱۳۸۶ با شمارهٔ ثبت ۲۰۷۰۲ به‌عنوان یکی از آثار ملی ایران به ثبت رسیده است.